# Agapé
Pour les articles homonymes, voir Agapè.
Cet article concerne le terme Agapé, pour l'organisation chrétienne voir la page Agapé (organisation chrétienne).

Agapè (en grec ancien : ἀγάπη) est un concept philosophique qui désigne l'amour « divin », « inconditionnel », celui des principes. L'agapè est souvent comparée à la charité chrétienne.

## Concept

### Racines juives
Dans le Premier Testament, il n'existe qu'un seul mot, ahab (hébreu אהב), pour désigner différents types d'amour, notamment l'amour de Dieu (Jr 31:3 ; Dt 6:5) ou l'amour de l'être humain, en particulier dans la formulation de la Règle d'or, « Tu aimeras ton prochain comme toi-même »  (Lévitique 19:18). 
Dans la Septante,  ahab est dans la plupart des cas traduit par agapé. 

### Platon
L'agapè est, pour Platon, la troisième forme que prend l'amour après l'amour sexuel (« éros ») et l'amour de la famille (« storgê »). L'amour platonique — de Platon — est un amour désintéressé : c'est l'amour pour l'amour, c'est-à-dire l'acte de charité principalement. Les philosophes grecs du temps de Platon l'utilisaient dans un sens supposé universel, c'est-à-dire opposé à un amour personnel ; cela pouvait signifier l'amour de la vérité ou de l'humanité.

### Christianisme
Le terme est utilisé par les chrétiens pour décrire l'amour de Dieu, tel qu'il est décrit dans la Bible, envers les hommes. C'est notamment le mot employé tout au long du Nouveau Testament (rédigé en grec par ses différents auteurs), pour l'amour désintéressé dont Dieu seul est capable, mais qu'il propose de donner à ses disciples par le Saint-Esprit.
Un passage de l'Évangile selon Jean relate une conversation où Jésus demande à son disciple Pierre « s'il l'aime », employant le verbe « agapao », Pierre ne pouvant répondre mieux qu'avec « phileô ». Ce genre d'amour signifie le pardon et la confiance.
Le concept est toutefois utilisé à de nombreuses reprises dans des sens différents, voire contradictoires. Il désigne parfois une action idéale, parfois un péché.
Le nom d'Agapè a été donné à plusieurs œuvres chrétiennes, par exemple celle fondée en 1947 en Italie par le pasteur Tullio Vinay.

### Grégoire de Nysse
Grégoire de Nysse préfère utiliser le mot éros à agapé, car il considère que le premier dispose d'une connotation plus forte que le deuxième. L'éros, en effet, renvoie à un sentiment plus intense que l'agapé.